# Aleksandar Petrović (basquetebolista)
Aleksandar "Aza" Petrović (Šibenik, 16 de fevereiro de 1959) é um ex-jogador e treinador croata de basquetebol. Atualmente comanda a Seleção Brasileira.
É o irmão mais velho do falecido jogador de basquetebol profissional Dražen Petrović. 
Integrou a seleção croata na conquista da medalha de bronze dos Jogos Olímpicos de Verão de 1984. 

## Seleção Brasileira
Com vistas a disputa das eliminatórias do Mundial de 2019 e o ciclo olímpico de 2020, a Confederação Brasileira de Basketball selecionou Petrović como o treinador da Seleção Adulta. Um entrave grandioso para concretização do contrato era o alto salário, o qual foi provido pelo Comitê Olímpico do Brasil. A imprensa cotava o grego Panagiotis Giannakis, Gustavo de Conti e Guerrinha, além de Helinho que alegou não estar preparado para a empreitada.

## Reconhecimento
Em 2011, Aleksandar foi eleito o melhor treinador da ULEB Eurocup.